# 翁峰
翁峰（英語：Wong Peak），是南極洲的山峰，位於羅斯島西北部，處於伯德山東北面3公里，海拔高度超過1,600米，由新西蘭地理委員會命名，現時由南極條約體系管理。